# Druid Hills (Kentucky)
Druid Hills és una població dels Estats Units a l'estat de Kentucky. Segons el cens del 2000 tenia 318 habitants.

## Demografia
Segons el cens del 2000, Druid Hills tenia 318 habitants, 139 habitatges, i 89 famílies. La densitat de població era de 1.534,8 habitants/km².
Dels 139 habitatges en un 31,7% hi vivien nens de menys de 18 anys, en un 54% hi vivien parelles casades, en un 7,9% dones solteres, i en un 35,3% no eren unitats familiars. En el 33,1% dels habitatges hi vivien persones soles el 18% de les quals corresponia a persones de 65 anys o més que vivien soles. El nombre mitjà de persones vivint en cada habitatge era de 2,29 i el nombre mitjà de persones que vivien en cada família era de 2,96.
Per edats la població es repartia de la següent manera: un 26,1% tenia menys de 18 anys, un 3,5% entre 18 i 24, un 27,7% entre 25 i 44, un 22,3% de 45 a 60 i un 20,4% 65 anys o més.
L'edat mediana era de 41 anys. Per cada 100 dones de 18 o més anys hi havia 75,4 homes.
La renda mediana per habitatge era de 66.875 $ i la renda mediana per família de 83.698 $. Els homes tenien una renda mediana de 68.750 $ mentre que les dones 46.250 $. La renda per capita de la població era de 41.213 $. Cap de les famílies estaven per davall del llindar de pobresa.

## Poblacions més properes
El següent diagrama mostra les poblacions més properes.